# تاریخ پیامبر اسلام
تاریخ پیامبر اسلام کتابی از محمدابراهیم آیتی است که در سال ۱۳۵۹ منتشر و در مراسم کتاب سال جمهوری اسلامی ایران به‌عنوان کتاب برگزیده معرفی شد.